# Arthur Michael
Arthur Michael (* 7. August 1853 in Buffalo, New York; † 8. Februar 1942 in Orlando, Florida) war ein US-amerikanischer Chemiker, der für die Michael-Addition bekannt ist.

## Leben
Arthur Michael wurde in Buffalo im Staat New York geboren. Bedingt durch eine Krankheit war es ihm nicht möglich, die Harvard University zu besuchen und er lernte Chemie durch lokale Lehrer und in seinem Privatlabor. Er bereiste im Alter von 18 Jahren mit seinen Eltern Europa und lernte auf dieser Reise mehrere berühmte Chemiker kennen, bei denen er auch studierte; u. a. August Wilhelm von Hofmann, Robert Wilhelm Bunsen, Charles Adolphe Wurtz und Dmitri Iwanowitsch Mendelejew. 1880 kehrte er in die USA zurück und arbeitete am Tufts College als Professor für Chemie. Dort lernte er Helen Cecilia De Silver Abbott kennen und heiratete sie. Zusammen gingen sie, nachdem er 1891 an der Leitung der Chemiefakultät der Clark University in Worcester (Massachusetts) scheiterte, nach England und arbeiteten auf der Isle of Wight in einem Privatlabor. Nach einigen Jahren kehrten sie wieder an das Tufts College zurück, wo Michael 1907 emeritiert wurde. Er gründete danach ein neues privates Labor in Newton Center bei Boston. 1912 ging er an die Harvard University, wo er bis 1936 als Professor ohne Vorlesungsverpflichtungen wirkte. Bemerkenswert ist, dass Michael nie einen Universitätsabschluss erwarb.
1883 wurde Michael in die American Academy of Arts and Sciences gewählt, 1889 in die National Academy of Sciences.

## Werk
Michael ist heute hauptsächlich durch die nach ihm benannten Michael-Addition bekannt, er führte aber auch thermodynamische Konzepte, speziell das der Entropie in die organische Chemie ein.